# Obala između rta Šilo i Vodotoč
Obala između rta Šilo i Vodotoč este o arie protejată (sit de importanță comunitară — SCI) din Croația întinsă pe o suprafață de 524,48 ha, integral marine.

## Localizare
Centrul sitului Obala između rta Šilo i Vodotoč este situat la coordonatele 45°12′18″N 14°36′18″E / 45.204994°N 14.604994°E.

## Înființare
Situl Obala između rta Šilo i Vodotoč a fost declarat sit de importanță comunitară în iulie 2013 pentru a proteja un număr necunoscut de specii din flora spontană și fauna sălbatică aflate în arealul zonei.

## Biodiversitate
Situată în ecoregiunea marină mediteraneană, aria protejată conține 2 habitate naturale: Recifuri, Bancuri de nisip acoperite în permanență slab de apă marină.
La baza desemnării sitului se află un număr nedeclarat de specii protejate.